# W76
W76 – amerykański ładunek termojądrowy o mocy 100 kiloton. W76 wraz ze swoim pojazdem powrotnym (Reentry vehicle) Mk. 4 stanowią ładunek bojowy pozostających na uzbrojeniu Marynarki Wojennej Stanów Zjednoczonych pocisków balistycznych klasy SLBM Trident II D-5.
| Moc ładunku          | do 100 kt |
| Masa                 | 91 kg     |
| Długość              | bd.       |
| Średnica podstawy    | bd.       |
| Kąt nachylenia       | bd.       |
| Liczba na uzbrojeniu | 3000      |